# Interlands Kaapverdisch voetbalelftal 2010-2019
Deze pagina toont een chronologisch en gedetailleerd overzicht van de interlands die het Kaapverdisch voetbalelftal speelt en heeft gespeeld in de periode 2010 – 2019. In dit decennium nam Kaapverdië vooralsnog deel aan twee edities van het Afrikaans kampioenschap voetbal. Het wist zich nog niet te plaatsen voor het wereldkampioenschap voetbal. Kaapverdië bereikte in februari 2014 de 27ste positie op de FIFA-wereldranglijst, een record; daarmee behoorde het met Ivoorkust (23) en Algerije (26) tot de hoogst geplaatste landen van Afrika.

## Interlands

### 2010
|                                                             |          |       |            |                                                                                    |
| 24 mei Vriendschappelijk № 107 «onderlinge duels» 20:30 uur | Portugal | 0 – 0 | Kaapverdië | Complexo Desportivo, Covilhã Toeschouwers: 2.000 Scheidsrechter: Carlos Clos (ESP) |
| 24 mei Vriendschappelijk № 107 «onderlinge duels» 20:30 uur |          |       |            | Complexo Desportivo, Covilhã Toeschouwers: 2.000 Scheidsrechter: Carlos Clos (ESP) |

|                                                                  |                |       |            |                                    |
| 11 augustus Vriendschappelijk № 108 «onderlinge duels» 17:00 uur | Senegal        | 1 – 0 | Kaapverdië | Stade Léopold Sédar Senghor, Dakar |
| 11 augustus Vriendschappelijk № 108 «onderlinge duels» 17:00 uur | Mame Diouf 47' |       |            | Stade Léopold Sédar Senghor, Dakar |

|                                                                             |                     |       |      |                                                                                    |
| 4 september Kwalificatie AK 2012 Groep A № 109 «onderlinge duels» 16:00 uur | Kaapverdië          | 1 – 0 | Mali | Estádio da Várzea, Praia Toeschouwers: 5.000 Scheidsrechter: Mohamed Benouza (ALG) |
| 4 september Kwalificatie AK 2012 Groep A № 109 «onderlinge duels» 16:00 uur | Fernando Varela 44' |       |      | Estádio da Várzea, Praia Toeschouwers: 5.000 Scheidsrechter: Mohamed Benouza (ALG) |

|                                                                              |          |       |            |                                                                             |
| 10 september Kwalificatie AK 2012 Groep A № 110 «onderlinge duels» 21:00 uur | Zimbabwe | 0 – 0 | Kaapverdië | Rufarostadion, Harare Toeschouwers: 30.000 Scheidsrechter: Gil N'Dume (GAB) |
| 10 september Kwalificatie AK 2012 Groep A № 110 «onderlinge duels» 21:00 uur |          |       |            | Rufarostadion, Harare Toeschouwers: 30.000 Scheidsrechter: Gil N'Dume (GAB) |

|                                                                  |                                |       |                 |                                                  |
| 16 november Vriendschappelijk № 111 «onderlinge duels» 19:30 uur | Kaapverdië                     | 2 – 1 | Guinee-Bissau   | Estádio do Restelo, Lissabon Toeschouwers: 3.500 |
| 16 november Vriendschappelijk № 111 «onderlinge duels» 19:30 uur | Lito Aguiar 6' Ronny Souto 24' |       | 27' Toni Varela | Estádio do Restelo, Lissabon Toeschouwers: 3.500 |

### 2011
|                                                                 |              |                  |            |                                     |
| 9 februari Vriendschappelijk № 112 «onderlinge duels» 15:30 uur | Burkina Faso | 0 – 1            | Kaapverdië | Estádio Municipal de Óbidos, Óbidos |
| 9 februari Vriendschappelijk № 112 «onderlinge duels» 15:30 uur |              | 62' Héldon Ramos |            | Estádio Municipal de Óbidos, Óbidos |

|                                                                          |                                                                  |       |                                   |                                                                                         |
| 26 maart Kwalificatie AK 2012 Groep A № 113 «onderlinge duels» 18:00 uur | Kaapverdië                                                       | 4 – 2 | Liberia                           | Estádio da Várzea, Praia Toeschouwers: 10.000 Scheidsrechter: Lemghaifry Ould Ali (MTN) |
| 26 maart Kwalificatie AK 2012 Groep A № 113 «onderlinge duels» 18:00 uur | Héldon Ramos 14' Babanco 25' Héldon Ramos 45+1' Odair Fortes 53' |       | 38' Patrick Wleh 85' Alseny Keïta | Estádio da Várzea, Praia Toeschouwers: 10.000 Scheidsrechter: Lemghaifry Ould Ali (MTN) |

|                                                                        |                 |       |            |                                                                                               |
| 5 juni Kwalificatie AK 2012 Groep A № 114 «onderlinge duels» 18:00 uur | Liberia         | 1 – 0 | Kaapverdië | Samuel Doe Sports Complex, Monrovia Toeschouwers: 25.000 Scheidsrechter: Joseph Lamptey (GHA) |
| 5 juni Kwalificatie AK 2012 Groep A № 114 «onderlinge duels» 18:00 uur | Francis Doe 44' |       |            | Samuel Doe Sports Complex, Monrovia Toeschouwers: 25.000 Scheidsrechter: Joseph Lamptey (GHA) |

|                                                                             |                                                           |       |            |                                                                                   |
| 3 september Kwalificatie AK 2012 Groep A № 115 «onderlinge duels» 20:00 uur | Mali                                                      | 3 – 0 | Kaapverdië | Stade du 26 mars, Bamako Toeschouwers: 25.000 Scheidsrechter: Badara Diatta (SEN) |
| 3 september Kwalificatie AK 2012 Groep A № 115 «onderlinge duels» 20:00 uur | Cheick Diabaté 27' Cheick Diabaté 29' Mahamane Traoré 58' |       |            | Stade du 26 mars, Bamako Toeschouwers: 25.000 Scheidsrechter: Badara Diatta (SEN) |

|                                                                           |                          |       |                             |                                                                                         |
| 8 oktober Kwalificatie AK 2012 Groep A № 116 «onderlinge duels» 17:00 uur | Kaapverdië               | 2 – 1 | Zimbabwe                    | Estádio da Várzea, Praia Toeschouwers: 10.000 Scheidsrechter: Lemghaifry Ould Ali (MTN) |
| 8 oktober Kwalificatie AK 2012 Groep A № 116 «onderlinge duels» 17:00 uur | Valdo 3' Ryan Mendes 13' |       | 68' (pen.) Knowledge Musona | Estádio da Várzea, Praia Toeschouwers: 10.000 Scheidsrechter: Lemghaifry Ould Ali (MTN) |

### 2012
|                                                                                  |            |                                                              |            |                                                                     |
| 29 februari Kwalificatie AK 2013 Eerste ronde № 117 «onderlinge duels» 12:30 uur | Madagaskar | 0 – 4                                                        | Kaapverdië | Mahamasinastadion, Antananarivo Scheidsrechter: Janny Sikazwe (ZAM) |
| 29 februari Kwalificatie AK 2013 Eerste ronde № 117 «onderlinge duels» 12:30 uur |            | 11' Ryan Mendes 38' Dady 77' Fernando Varela 82' Toni Varela |            | Mahamasinastadion, Antananarivo Scheidsrechter: Janny Sikazwe (ZAM) |

|                                                                        |                                     |       |                    |                                                                                       |
| 2 juni Kwalificatie WK 2014 Groep B № 118 «onderlinge duels» 12:30 uur | Sierra Leone                        | 2 – 1 | Kaapverdië         | Nationaal stadion, Freetown Toeschouwers: 25.000 Scheidsrechter: William Agbovi (GHA) |
| 2 juni Kwalificatie WK 2014 Groep B № 118 «onderlinge duels» 12:30 uur | Mohamed Kamara 11' Sheriff Suma 26' |       | 90+3' Marco Soares | Nationaal stadion, Freetown Toeschouwers: 25.000 Scheidsrechter: William Agbovi (GHA) |

|                                                                        |                  |       |                                   |                                                                                    |
| 9 juni Kwalificatie WK 2014 Groep B № 119 «onderlinge duels» 16:30 uur | Kaapverdië       | 1 – 2 | Tunesië                           | Estádio da Várzea, Praia Toeschouwers: 3.600 Scheidsrechter: Rédouande Jiyed (MAR) |
| 9 juni Kwalificatie WK 2014 Groep B № 119 «onderlinge duels» 16:30 uur | Odaïr Fortes 26' |       | 14' Saber Khalifa 46' Issam Jemâa | Estádio da Várzea, Praia Toeschouwers: 3.600 Scheidsrechter: Rédouande Jiyed (MAR) |

|                                                                              |                                            |       |                  |                                                                |
| 16 juni Kwalificatie AK 2013 Eerste ronde № 120 «onderlinge duels» 19:30 uur | Kaapverdië                                 | 3 – 1 | Madagaskar       | Estádio da Várzea, Praia Scheidsrechter: Boureima Attama (NIG) |
| 16 juni Kwalificatie AK 2013 Eerste ronde № 120 «onderlinge duels» 19:30 uur | Ryan Mendes 9' Djaniny 55' Ryan Mendes 81' |       | 83' Paulin Voavy | Estádio da Várzea, Praia Scheidsrechter: Boureima Attama (NIG) |

|                                                                                  |                                       |       |          |                                                                                        |
| 8 september Kwalificatie AK 2013 Tweede ronde № 121 «onderlinge duels» 16:00 uur | Kaapverdië                            | 2 – 0 | Kameroen | Estádio da Várzea, Praia Toeschouwers: 10.000 Scheidsrechter: Eric Otogo-Castane (GAB) |
| 8 september Kwalificatie AK 2013 Tweede ronde № 121 «onderlinge duels» 16:00 uur | David Mendes da Silva 16' Djaniny 61' |       |          | Estádio da Várzea, Praia Toeschouwers: 10.000 Scheidsrechter: Eric Otogo-Castane (GAB) |

|                                                                                 |                                        |       |                  |                                                                                        |
| 14 oktober Kwalificatie AK 2013 Tweede ronde № 122 «onderlinge duels» 15:00 uur | Kameroen                               | 2 – 1 | Kaapverdië       | Stade Ahmadou-Adhidjo, Yaoundé Toeschouwers: 30.000 Scheidsrechter: Gehad Grisha (EGY) |
| 14 oktober Kwalificatie AK 2013 Tweede ronde № 122 «onderlinge duels» 15:00 uur | Achille Emaná 22' Fabrice Olinga 90+4' |       | 13' Héldon Ramos | Stade Ahmadou-Adhidjo, Yaoundé Toeschouwers: 30.000 Scheidsrechter: Gehad Grisha (EGY) |

|                                                                  |            |                   |       |                                           |
| 14 november Vriendschappelijk № 123 «onderlinge duels» 20:00 uur | Kaapverdië | 0 – 1             | Ghana | Estádio Universitário de Lisboa, Lissabon |
| 14 november Vriendschappelijk № 123 «onderlinge duels» 20:00 uur |            | 4' Wakaso Mubarak |       | Estádio Universitário de Lisboa, Lissabon |

### 2013
|                                                                |            |       |         |                                                                                    |
| 9 januari Vriendschappelijk № 124 «onderlinge duels» 20:00 uur | Kaapverdië | 0 – 0 | Nigeria | Estádio Algarve, Faro Toeschouwers: 320 Scheidsrechter: Hugo Filipe Ferreira (POR) |
| 9 januari Vriendschappelijk № 124 «onderlinge duels» 20:00 uur |            |       |         | Estádio Algarve, Faro Toeschouwers: 320 Scheidsrechter: Hugo Filipe Ferreira (POR) |

| Afrikaans kampioenschap voetbal 2013 |
| ------------------------------------ |

|                                                                               |             |       |            |                                                                                      |
| 19 januari Afrikaans kampioenschap Groep A № 125 «onderlinge duels» 18:00 uur | Zuid-Afrika | 0 – 0 | Kaapverdië | Soccer City, Johannesburg Toeschouwers: 50.000 Scheidsrechter: Djamel Haimoudi (ALG) |
| 19 januari Afrikaans kampioenschap Groep A № 125 «onderlinge duels» 18:00 uur |             |       |            | Soccer City, Johannesburg Toeschouwers: 50.000 Scheidsrechter: Djamel Haimoudi (ALG) |

|                                                                               |                      |       |                 |                                                                                       |
| 23 januari Afrikaans kampioenschap Groep A № 126 «onderlinge duels» 20:00 uur | Marokko              | 1 – 1 | Kaapverdië      | Moses Mabhidastadion, Durban Toeschouwers: 25.000 Scheidsrechter: Janny Sikazwe (ZAM) |
| 23 januari Afrikaans kampioenschap Groep A № 126 «onderlinge duels» 20:00 uur | Youssef El-Arabi 78' |       | 36' Luís Soares | Moses Mabhidastadion, Durban Toeschouwers: 25.000 Scheidsrechter: Janny Sikazwe (ZAM) |

|                                                                               |                                        |       |                  |                                                                                                  |
| 27 januari Afrikaans kampioenschap Groep A № 127 «onderlinge duels» 18:00 uur | Kaapverdië                             | 2 – 1 | Angola           | Nelson Mandelabaaistadion, Port Elizabeth Toeschouwers: 20.000 Scheidsrechter: Slim Jedidi (TUN) |
| 27 januari Afrikaans kampioenschap Groep A № 127 «onderlinge duels» 18:00 uur | Fernando Varela 81' Héldon Ramos 90+1' |       | 33' (e.d.) Nando | Nelson Mandelabaaistadion, Port Elizabeth Toeschouwers: 20.000 Scheidsrechter: Slim Jedidi (TUN) |

|                                                                                   |                                                |       |            | |
| 2 februari Afrikaans kampioenschap Kwartfinale № 128 «onderlinge duels» 15:00 uur | Ghana                                          | 2 – 0 | Kaapverdië | Nelson Mandelabaaistadion, Port Elizabeth Toeschouwers: 8.000 Scheidsrechter: Rajindraparsad Seechurn (MRI) |
| 2 februari Afrikaans kampioenschap Kwartfinale № 128 «onderlinge duels» 15:00 uur | Wakaso Mubarak 54' (pen.) Wakaso Mubarak 90+5' |       |            | Nelson Mandelabaaistadion, Port Elizabeth Toeschouwers: 8.000 Scheidsrechter: Rajindraparsad Seechurn (MRI) |

|  |  |  |  |  |  |  |  |  |

|                                                                          |                                                                               |       |                                    |                                                                                           |
| 24 maart Kwalificatie WK 2014 Groep B № 129 «onderlinge duels» 16:00 uur | Equatoriaal-Guinea                                                            | 0 – 3 | Kaapverdië                         | Nuevo Estadio de Malabo, Malabo Toeschouwers: 8.000 Scheidsrechter: Mahamadou Keita (MLI) |
| 24 maart Kwalificatie WK 2014 Groep B № 129 «onderlinge duels» 16:00 uur | Emilio N'Sue 3' Emilio N'Sue 17' Emilio N'Sue 76' (pen.) Claudiney Rincón 88' |       | 5' Djaniny 19' Platini 85' Djaniny | Nuevo Estadio de Malabo, Malabo Toeschouwers: 8.000 Scheidsrechter: Mahamadou Keita (MLI) |

|                                                                        |                                                          |       |                    |                                                                                   |
| 8 juni Kwalificatie WK 2014 Groep B № 130 «onderlinge duels» 16:30 uur | Kaapverdië                                               | 3 – 0 | Equatoriaal-Guinea | Estádio da Várzea, Praia Toeschouwers: 3.500 Scheidsrechter: Helder Martins (ANG) |
| 8 juni Kwalificatie WK 2014 Groep B № 130 «onderlinge duels» 16:30 uur | Emilio N'Sue 3' Emilio N'Sue 17' Emilio N'Sue 76' (pen.) |       |                    | Estádio da Várzea, Praia Toeschouwers: 3.500 Scheidsrechter: Helder Martins (ANG) |

|                                                                         |                  |       |              |                                                                                    |
| 15 juni Kwalificatie WK 2014 Groep B № 131 «onderlinge duels» 16:30 uur | Kaapverdië       | 1 – 0 | Sierra Leone | Estádio da Várzea, Praia Toeschouwers: 3.500 Scheidsrechter: Anthony Raphael (MAW) |
| 15 juni Kwalificatie WK 2014 Groep B № 131 «onderlinge duels» 16:30 uur | Héldon Ramos 13' |       |              | Estádio da Várzea, Praia Toeschouwers: 3.500 Scheidsrechter: Anthony Raphael (MAW) |

|                                                                  |                        |       |                  |                                              |
| 14 augustus Vriendschappelijk № 132 «onderlinge duels» 20:00 uur | Gabon                  | 1 – 1 | Kaapverdië       | Estádio do Real SC, Queluz Toeschouwers: 350 |
| 14 augustus Vriendschappelijk № 132 «onderlinge duels» 20:00 uur | Bruno Ecuele Manga 50' |       | 22' Héldon Ramos | Estádio do Real SC, Queluz Toeschouwers: 350 |

|                                                                  |         |                              |            |                                                                                   |
| 7 september Vriendschappelijk № 133 «onderlinge duels» 19:45 uur | Tunesië | 3 – 0                        | Kaapverdië | Olympisch stadion, Radès Toeschouwers: 9.000 Scheidsrechter: Bakary Gassama (GAM) |
| 7 september Vriendschappelijk № 133 «onderlinge duels» 19:45 uur |         | 28' Platini 42' Héldon Ramos |            | Olympisch stadion, Radès Toeschouwers: 9.000 Scheidsrechter: Bakary Gassama (GAM) |

### 2014
|                                                              |           |       |            |                                                                                        |
| 5 maart Vriendschappelijk № 134 «onderlinge duels» 19:00 uur | Luxemburg | 0 – 0 | Kaapverdië | Stade Josy Barthel, Luxemburg Toeschouwers: 3.885 Scheidsrechter: Bart Vertenten (BEL) |
| 5 maart Vriendschappelijk № 134 «onderlinge duels» 19:00 uur |           |       |            | Stade Josy Barthel, Luxemburg Toeschouwers: 3.885 Scheidsrechter: Bart Vertenten (BEL) |

|                                                                             |                   |       |                                                 |                                                                         |
| 6 september Kwalificatie AK 2015 Groep F № 135 «onderlinge duels» 16:30 uur | Niger             | 1 – 3 | Kaapverdië                                      | Stade General Seyni Kountche, Niamey Scheidsrechter: Gehad Grisha (EGY) |
| 6 september Kwalificatie AK 2015 Groep F № 135 «onderlinge duels» 16:30 uur | Moussa Maâzou 34' |       | 3' Garry Rodrigues 14' Odaïr Fortes 24' Zé Luís | Stade General Seyni Kountche, Niamey Scheidsrechter: Gehad Grisha (EGY) |

|                                                                              |                             |       |                   |                                                                |
| 10 september Kwalificatie AK 2015 Groep F № 136 «onderlinge duels» 16:00 uur | Kaapverdië                  | 2 – 1 | Zambia            | Estádio da Várzea, Praia Scheidsrechter: Malang Diedhiou (SEN) |
| 10 september Kwalificatie AK 2015 Groep F № 136 «onderlinge duels» 16:00 uur | Zé Luís 32' Ryan Mendes 77' |       | 56' Jacob Mulenga | Estádio da Várzea, Praia Scheidsrechter: Malang Diedhiou (SEN) |

|                                                                        |                        |       |            |                                                                 |
| 11 oktober Kwalificatie AK 2015 Groep F № 137 «onderlinge duels» 16:30 | Mozambique             | 2 – 0 | Kaapverdië | Estádio do Zimpeto, Maputo Scheidsrechter: Mohamed Farouk (EGY) |
| 11 oktober Kwalificatie AK 2015 Groep F № 137 «onderlinge duels» 16:30 | Kito 44' Reginaldo 64' |       |            | Estádio do Zimpeto, Maputo Scheidsrechter: Mohamed Farouk (EGY) |

|                                                                            |                  |       |            |                                                                |
| 15 oktober Kwalificatie AK 2015 Groep F № 138 «onderlinge duels» 17:30 uur | Kaapverdië       | 1 – 0 | Mozambique | Estádio da Várzea, Praia Scheidsrechter: Mahamadou Keita (MLI) |
| 15 oktober Kwalificatie AK 2015 Groep F № 138 «onderlinge duels» 17:30 uur | Héldon Ramos 79' |       |            | Estádio da Várzea, Praia Scheidsrechter: Mahamadou Keita (MLI) |

|                                                                             |                                                       |       |                            |                                                              |
| 15 november Kwalificatie AK 2015 Groep F № 139 «onderlinge duels» 16:00 uur | Kaapverdië                                            | 3 – 1 | Niger                      | Estádio da Várzea, Praia Scheidsrechter: Denis Dembélé (CIV) |
| 15 november Kwalificatie AK 2015 Groep F № 139 «onderlinge duels» 16:00 uur | Josimar Lima 68' Héldon Ramos 90' Júlio Tavares 90+2' |       | 70' (e.d.) Fernando Varela | Estádio da Várzea, Praia Scheidsrechter: Denis Dembélé (CIV) |

|                                                                             |                     |       |            |                                                                    |
| 19 november Kwalificatie AK 2015 Groep F № 140 «onderlinge duels» 20:00 uur | Zambia              | 1 – 0 | Kaapverdië | Levy Mwanawasastadion, Ndola Scheidsrechter: Bernard Camille (SEY) |
| 19 november Kwalificatie AK 2015 Groep F № 140 «onderlinge duels» 20:00 uur | Ronald Kampamba 78' |       |            | Levy Mwanawasastadion, Ndola Scheidsrechter: Bernard Camille (SEY) |

### 2015
|                                                                |                  |       |                    |                                            |
| 7 januari Vriendschappelijk № 141 «onderlinge duels» 18:00 uur | Kaapverdië       | 1 – 1 | Equatoriaal-Guinea | Estádio do Bravo, Seixal Toeschouwers: 150 |
| 7 januari Vriendschappelijk № 141 «onderlinge duels» 18:00 uur | Héldon Ramos 18' |       | 90+4' Raúl Fabiani | Estádio do Bravo, Seixal Toeschouwers: 150 |

|                                                                 |                                               |       |                                      |                                                                                    |
| 10 januari Vriendschappelijk № 142 «onderlinge duels» 15:00 uur | Kaapverdië                                    | 3 – 2 | Congo-Brazzaville                    | Stade Léopold Sédar Senghor, Dakar Toeschouwers: 500 Scheidsrechter: Issa Sy (SEN) |
| 10 januari Vriendschappelijk № 142 «onderlinge duels» 15:00 uur | Djaniny 53' Héldon Ramos 57' Kuca Miranda 72' |       | 15' Thievy Bifouma 28' Férébory Doré | Stade Léopold Sédar Senghor, Dakar Toeschouwers: 500 Scheidsrechter: Issa Sy (SEN) |

| Afrikaans kampioenschap voetbal 2015 |
| ------------------------------------ |

|                                                                               |                    |       |                         |                                                                                                  |
| 18 januari Afrikaans kampioenschap Groep B № 143 «onderlinge duels» 20:00 uur | Tunesië            | 1 – 1 | Kaapverdië              | Nuevo Estadio de Ebebiyín, Ebebiyín Toeschouwers: 7.479 Scheidsrechter: Eric Otogo-Castane (GAB) |
| 18 januari Afrikaans kampioenschap Groep B № 143 «onderlinge duels» 20:00 uur | Mohamed Manser 70' |       | 78' (pen.) Héldon Ramos | Nuevo Estadio de Ebebiyín, Ebebiyín Toeschouwers: 7.479 Scheidsrechter: Eric Otogo-Castane (GAB) |

|                                                                               |            |       |                |                                                                                               |
| 22 januari Afrikaans kampioenschap Groep B № 144 «onderlinge duels» 20:00 uur | Kaapverdië | 0 – 0 | Congo-Kinshasa | Nuevo Estadio de Ebebiyín, Ebebiyín Toeschouwers: 7.680 Scheidsrechter: Malang Diedhiou (SEN) |
| 22 januari Afrikaans kampioenschap Groep B № 144 «onderlinge duels» 20:00 uur |            |       |                | Nuevo Estadio de Ebebiyín, Ebebiyín Toeschouwers: 7.680 Scheidsrechter: Malang Diedhiou (SEN) |

|                                                                               |            |       |        |                                                                                           |
| 26 januari Afrikaans kampioenschap Groep B № 145 «onderlinge duels» 18:00 uur | Kaapverdië | 0 – 0 | Zambia | Nuevo Estadio de Ebebiyín, Ebebiyín Toeschouwers: 7.950 Scheidsrechter: Sidi Alioum (CMR) |
| 26 januari Afrikaans kampioenschap Groep B № 145 «onderlinge duels» 18:00 uur |            |       |        | Nuevo Estadio de Ebebiyín, Ebebiyín Toeschouwers: 7.950 Scheidsrechter: Sidi Alioum (CMR) |

|  |  |  |  |  |  |  |  |  |

|                                                               |          |                           |            | |
| 31 maart Vriendschappelijk № 146 «onderlinge duels» 20:45 uur | Portugal | 0 – 2                     | Kaapverdië | Estádio António Coimbra da Mota, Estoril Toeschouwers: 15.000 Scheidsrechter: Ovidiu Haţegan (ROM) |
| 31 maart Vriendschappelijk № 146 «onderlinge duels» 20:45 uur |          | 38' Odaïr Fortes 43' Gêgê |            | Estádio António Coimbra da Mota, Estoril Toeschouwers: 15.000 Scheidsrechter: Ovidiu Haţegan (ROM) |

|                                                                         | |       |                      |                                                               |
| 13 juni Kwalificatie AK 2017 Groep F № 147 «onderlinge duels» 16:00 uur | Kaapverdië | 7 – 1 | Sao Tomé en Principe | Estádio da Várzea, Praia Scheidsrechter: Mahmoud Ashour (EGY) |
| 13 juni Kwalificatie AK 2017 Groep F № 147 «onderlinge duels» 16:00 uur | Djaniny 11' Nuno Roche 17' (pen.) Garry Rodrigues 35' Odaïr Fortes 42' Babanco 51' (pen.) Djaniny 73' Júlio Tavares 75' |       | 54' Luís Leal        | Estádio da Várzea, Praia Scheidsrechter: Mahmoud Ashour (EGY) |

|                                                                             |                            |       |                                              |                                                                              |
| 6 september Kwalificatie AK 2017 Groep F № 148 «onderlinge duels» 18:00 uur | Libië                      | 1 – 2 | Kaapverdië                                   | Cairo Military Academy Stadium, Caïro Scheidsrechter: Mustapha Ghorbal (ALG) |
| 6 september Kwalificatie AK 2017 Groep F № 148 «onderlinge duels» 18:00 uur | El Motassem El Masrati 88' |       | 56' Carlos Silveira da Graça 90' Ryan Mendes | Cairo Military Academy Stadium, Caïro Scheidsrechter: Mustapha Ghorbal (ALG) |

|                                                                                  |                   |       |            |                                                                                     |
| 13 november Kwalificatie WK 2018 Tweede ronde № 149 «onderlinge duels» 15:00 uur | Kenia             | 1 – 0 | Kaapverdië | Nationaal stadion, Nairobi Toeschouwers: 12.000 Scheidsrechter: Denis Dembélé (CIV) |
| 13 november Kwalificatie WK 2018 Tweede ronde № 149 «onderlinge duels» 15:00 uur | Michael Olunga 9' |       |            | Nationaal stadion, Nairobi Toeschouwers: 12.000 Scheidsrechter: Denis Dembélé (CIV) |

|                                                                                  |                                   |       |       |                                                                                    |
| 17 november Kwalificatie WK 2018 Tweede ronde № 150 «onderlinge duels» 17:00 uur | Kaapverdië                        | 2 – 0 | Kenia | Estádio da Várzea, Praia Toeschouwers: 12.000 Scheidsrechter: Joseph Lamptey (GHA) |
| 17 november Kwalificatie WK 2018 Tweede ronde № 150 «onderlinge duels» 17:00 uur | Héldon Ramos 44' Héldon Ramos 52' |       |       | Estádio da Várzea, Praia Toeschouwers: 12.000 Scheidsrechter: Joseph Lamptey (GHA) |

### 2016
|                                                                          |            |                      |         |                                                            |
| 26 maart Kwalificatie AK 2017 Groep F № 151 «onderlinge duels» 15:00 uur | Kaapverdië | 0 – 1                | Marokko | Estádio da Várzea, Praia Scheidsrechter: Sidi Alioum (CMR) |
| 26 maart Kwalificatie AK 2017 Groep F № 151 «onderlinge duels» 15:00 uur |            | 26' Youssef El-Arabi |         | Estádio da Várzea, Praia Scheidsrechter: Sidi Alioum (CMR) |

|                                                                          |                                                  |       |            |                                                                     |
| 29 maart Kwalificatie AK 2017 Groep F № 152 «onderlinge duels» 19:00 uur | Marokko                                          | 2 – 0 | Kaapverdië | Stade de Marrakech, Marrakech Scheidsrechter: Mahamadou Keita (MLI) |
| 29 maart Kwalificatie AK 2017 Groep F № 152 «onderlinge duels» 19:00 uur | Youssef El-Arabi 56' (pen.) Youssef El-Arabi 60' |       |            | Stade de Marrakech, Marrakech Scheidsrechter: Mahamadou Keita (MLI) |

|                                                                        |                      |       |                                     |                                                                     |
| 4 juni Kwalificatie AK 2017 Groep F № 153 «onderlinge duels» 15:30 uur | Sao Tomé en Principe | 1 – 2 | Kaapverdië                          | Estádio 12 de Julho, Sao Tomé Scheidsrechter: Malang Diedhiou (SEN) |
| 4 juni Kwalificatie AK 2017 Groep F № 153 «onderlinge duels» 15:30 uur | Faduley 87'          |       | 50' Ricardo Gomes 79' Nuno Da Costa | Estádio 12 de Julho, Sao Tomé Scheidsrechter: Malang Diedhiou (SEN) |

|                                                                             |            |                      |       |                                                               |
| 3 september Kwalificatie AK 2017 Groep F № 154 «onderlinge duels» 16:00 uur | Kaapverdië | 0 – 1                | Libië | Estádio da Várzea, Praia Scheidsrechter: Bamlak Tessema (ETH) |
| 3 september Kwalificatie AK 2017 Groep F № 154 «onderlinge duels» 16:00 uur |            | 90+2' Fouad Al-Triki |       | Estádio da Várzea, Praia Scheidsrechter: Bamlak Tessema (ETH) |

|                                                                           |                                     |       |            |                                                                           |
| 8 oktober Kwalificatie WK 2018 Groep D № 155 «onderlinge duels» 20:00 uur | Senegal                             | 2 – 0 | Kaapverdië | Stade Léopold Sédar Senghor, Dakar Scheidsrechter: Youssef Essrayri (TUN) |
| 8 oktober Kwalificatie WK 2018 Groep D № 155 «onderlinge duels» 20:00 uur | Baldé Diao Keita 24' Moussa Sow 80' |       |            | Stade Léopold Sédar Senghor, Dakar Scheidsrechter: Youssef Essrayri (TUN) |

|                                                                                 |            |                                       |              |                                                                    |
| 12 november Kwalificatie WK 2018 Derde ronde № 156 «onderlinge duels» 15:00 uur | Kaapverdië | 0 – 2                                 | Burkina Faso | Estádio da Várzea, Praia Scheidsrechter: Lemghaifry Ould Ali (MTN) |
| 12 november Kwalificatie WK 2018 Derde ronde № 156 «onderlinge duels» 15:00 uur |            | 2' Banou Diawara 29' Préjuce Nakoulma |              | Estádio da Várzea, Praia Scheidsrechter: Lemghaifry Ould Ali (MTN) |

### 2017
|                                                               |           |                                      |            |                                                                                            |
| 28 maart Vriendschappelijk № 157 «onderlinge duels» 20:00 uur | Luxemburg | 0 – 2                                | Kaapverdië | Stade Alphonse Theis, Hesperange Toeschouwers: 2.096 Scheidsrechter: Paul McLaughlin (IRL) |
| 28 maart Vriendschappelijk № 157 «onderlinge duels» 20:00 uur |           | 8' Admilson Barros 23' Júlio Tavares |            | Stade Alphonse Theis, Hesperange Toeschouwers: 2.096 Scheidsrechter: Paul McLaughlin (IRL) |

|                                                                         |            |                         |         |                                                              |
| 11 juni Kwalificatie AK 2019 Groep L № 158 «onderlinge duels» 16:30 uur | Kaapverdië | 0 – 1                   | Oeganda | Estádio Nacional, Praia Scheidsrechter: Ali Lemghaifry (MTN) |
| 11 juni Kwalificatie AK 2019 Groep L № 158 «onderlinge duels» 16:30 uur |            | 83' Geoffrey Sserunkuma |         | Estádio Nacional, Praia Scheidsrechter: Ali Lemghaifry (MTN) |

|                                                                             |                                      |       |                   |                                                                                      |
| 1 september Kwalificatie WK 2018 Groep D № 159 «onderlinge duels» 17:30 uur | Kaapverdië                           | 2 – 1 | Zuid-Afrika       | Estádio da Várzea, Praia Toeschouwers: 4.000 Scheidsrechter: Mehdi Abid Charef (ALG) |
| 1 september Kwalificatie WK 2018 Groep D № 159 «onderlinge duels» 17:30 uur | Nuno Rocha 33' Nuno Rocha 38' (pen.) |       | 14' Tokelo Rantie | Estádio da Várzea, Praia Toeschouwers: 4.000 Scheidsrechter: Mehdi Abid Charef (ALG) |

|                                                                             |                 |       |                                         |                                                                                        |
| 5 september Kwalificatie WK 2018 Groep D № 160 «onderlinge duels» 19:00 uur | Zuid-Afrika     | 1 – 2 | Kaapverdië                              | Moses Mabhidastadion, Durban Toeschouwers: 15.000 Scheidsrechter: Ferdinand Udoh (NGR) |
| 5 september Kwalificatie WK 2018 Groep D № 160 «onderlinge duels» 19:00 uur | Andile Jali 89' |       | 52' Garry Rodrigues 67' Garry Rodrigues | Moses Mabhidastadion, Durban Toeschouwers: 15.000 Scheidsrechter: Ferdinand Udoh (NGR) |

|                                                                           |            |                                      |         |                                                                                               |
| 7 oktober Kwalificatie WK 2018 Groep D № 161 «onderlinge duels» 16:30 uur | Kaapverdië | 0 – 2                                | Senegal | Estádio Nacional de Cabo Verde, Praia Toeschouwers: 14.000 Scheidsrechter: Gehad Grisha (EGY) |
| 7 oktober Kwalificatie WK 2018 Groep D № 161 «onderlinge duels» 16:30 uur |            | 82' Diafra Sakho 90+2' Cheikh N'Doye |         | Estádio Nacional de Cabo Verde, Praia Toeschouwers: 14.000 Scheidsrechter: Gehad Grisha (EGY) |

|                                                                             |                                                                                    |       |            |                                                                                         |
| 14 november Kwalificatie WK 2018 Groep D № 162 «onderlinge duels» 19:30 uur | Burkina Faso                                                                       | 4 – 0 | Kaapverdië | Stade du 4-Août, Ouagadougou Toeschouwers: 7.000 Scheidsrechter: Youssef Essrayri (TUN) |
| 14 november Kwalificatie WK 2018 Groep D № 162 «onderlinge duels» 19:30 uur | Préjuce Nakoulma 45' Préjuce Nakoulma 57' Préjuce Nakoulma 62' Banou Diawara 90+3' |       |            | Stade du 4-Août, Ouagadougou Toeschouwers: 7.000 Scheidsrechter: Youssef Essrayri (TUN) |

### 2018
|                                                             |                                          |       |                                                     |                                                                       |
| 1 juni Vriendschappelijk № 163 «onderlinge duels» 22:15 uur | Algerije                                 | 2 – 3 | Kaapverdië                                          | Stadion van 5 juli 1962, Algiers Scheidsrechter: Mohamed Marouf (EGY) |
| 1 juni Vriendschappelijk № 163 «onderlinge duels» 22:15 uur | Ramy Bensebaini 4' Baghdad Bounedjah 29' |       | 14' Ricardo Gomes 67' Ryan Mendes 71' Júlio Tavares | Stadion van 5 juli 1962, Algiers Scheidsrechter: Mohamed Marouf (EGY) |

|                                                             |            |       |         |                                                                                   |
| 3 juni Vriendschappelijk № 164 «onderlinge duels» 16:00 uur | Kaapverdië | 0 – 0 | Andorra | Estádio Municipal, Almada Toeschouwers: 500 Scheidsrechter: Fábio Veríssimo (POR) |
| 3 juni Vriendschappelijk № 164 «onderlinge duels» 16:00 uur |            |       |         | Estádio Municipal, Almada Toeschouwers: 500 Scheidsrechter: Fábio Veríssimo (POR) |

FCF · A-internationals · Selecties · Bondscoaches · Kaapverdisch vrouwenelftal · Kaapverdië U21 · Kaapverdië U20 · Kaapverdië U19 · Kaapverdië U18 · Kaapverdië U17
1979 – 1989 · 
1990 – 1999 · 
2000 – 2009 · 
2010 – 2019 ·
2020 − 2029
1979 · 
1980 · 
1981 · 
1982 · 
1983 · 
1984 · 
1985 · 
1986 · 
1987 · 
1988 · 
1989 · 
1990 · 
1991 · 
1992 · 
1993 · 1993 · 
1995 · 
1996 · 
1997 · 
1998 · 
1999 · 
2000 · 
2001 · 
2002 · 
2003 · 
2004 · 
2005 · 
2006 · 
2007 · 
2008 · 
2009 · 
2010 · 
2011 · 
2012 · 
2013 · 
2014 · 
2015 · 
2016 · 
2017 · 
2018 ·
2019 ·
2020 ·
2021 ·
2022 ·
2023 ·
2024
Algerije ·
Andorra ·
Angola ·
Bahrein ·
Botswana ·
Burkina Faso ·
Centraal-Afrikaanse Republiek ·
Comoren ·
Congo-Brazzaville ·
Congo-Kinshasa ·
Ecuador ·
Egypte ·
Equatoriaal-Guinea ·
Ethiopië ·
Gabon ·
Gambia ·
Ghana ·
Guinee ·
Guinee-Bissau ·
Guyana ·
Kameroen ·
Kenia ·
Lesotho ·
Liberia ·
Libië ·
Liechtenstein ·
Luxemburg ·
Madagaskar ·
Mali ·
Malta ·
Marokko ·
Mauritanië ·
Mauritius ·
Mozambique ·
Niger ·
Nigeria ·
Oeganda ·
Portugal ·
Rwanda ·
Sao Tomé en Principe ·
San Marino ·
Senegal ·
Sierra Leone ·
Swaziland ·
Tanzania ·
Togo ·
Tunesië ·
Zambia ·
Zimbabwe ·
Zuid-Afrika
AFC-zone: Afghanistan · Australië · Bahrein · Bangladesh · Bhutan · Brunei · Cambodja · China · Chinees Taipei · Filipijnen · Guam · Hongkong · India · Indonesië · Iran · Irak · Japan · Jemen · Jordanië · Koeweit · Kirgizië · Laos · Libanon · Macau · Maleisië · Maldiven · Mongolië · Myanmar · Nepal · Noord-Korea · Oezbekistan · Oman · Oost-Timor · Pakistan · Palestina · Qatar · Saoedi-Arabië · Singapore · Sri Lanka · Syrië · Tadjikistan · Thailand · Turkmenistan · Verenigde Arabische Emiraten · Vietnam · Zuid-Korea

CAF-zone: Algerije · Angola · Benin · Botswana · Burkina Faso · Burundi · Centraal-Afrikaanse Republiek · Comoren · Congo-Brazzaville · Congo-Kinshasa · Djibouti · Egypte · Equatoriaal-Guinea · Eritrea · Ethiopië · Gabon · Gambia · Ghana · Guinee · Guinee-Bissau · Ivoorkust · Kaapverdië · Kameroen · Kenia · Lesotho · Liberia · Libië · Madagaskar · Malawi · Mali · Mauritanië · Mauritius · Marokko · Mozambique · Namibië · Niger · Nigeria · Oeganda · Rwanda · Sao Tomé en Principe · Senegal · Seychellen · Sierra Leone · Soedan · Somalië · Swaziland · Tanzania · Togo · Tsjaad · Tunesië · Zambia · Zimbabwe · Zuid-Afrika · Zuid-Soedan 

CONCACAF-zone: Amerikaanse Maagdeneilanden · Anguilla · Antigua en Barbuda · Aruba · Bahama's · Barbados · Belize · Bermuda · Britse Maagdeneilanden · Canada · Kaaimaneilanden · Costa Rica · Cuba · Curaçao · Dominica · Dominicaanse Republiek · El Salvador · Frans Guyana · Grenada · Guadeloupe · Guatemala · Guyana · Haïti · Honduras · Jamaica · Martinique · Mexico · Montserrat · 
Nicaragua · Panama · Puerto Rico · Saint Kitts en Nevis · Saint Lucia · Saint Vincent en de Grenadines · Sint Maarten · Suriname · Trinidad en Tobago · Turks- en Caicoseilanden · Verenigde Staten

CONMEBOL-zone: Argentinië · Bolivia · Brazilië · Chili · Colombia · Ecuador · Paraguay · Peru · Uruguay · Venezuela

OFC-zone: Amerikaans-Samoa · Cookeilanden · Fiji · Nieuw-Caledonië · Nieuw-Zeeland · Papoea-Nieuw-Guinea · Samoa · Salomoneilanden · Tahiti · Tonga · Vanuatu

UEFA-zone: Albanië · Andorra · Armenië · Azerbeidzjan · België · Bosnië en Herzegovina · Bulgarije · Cyprus · Denemarken · Duitsland · Engeland · Estland · Faeröer · Finland · Frankrijk · Georgië · Gibraltar · Griekenland · Hongarije · IJsland · Ierland · Israël · Italië · Kazachstan · Kosovo · Kroatië · Letland · Liechtenstein · Litouwen · Luxemburg · Macedonië · Malta · Moldavië · Montenegro · Nederland · Noord-Ierland · Noorwegen · Oekraïne · Oostenrijk · Polen · Portugal · Roemenië · Rusland · San Marino · Schotland · Servië · Slovenië · Slowakije · Spanje · Tsjechië · Turkije · Wales · Wit-Rusland · Zweden · Zwitserland